# Pleusymtes subglaber
Pleusymtes subglaber is een vlokreeftensoort uit de familie van de Pleustidae. De wetenschappelijke naam van de soort is voor het eerst geldig gepubliceerd in 1960 door Barnard & Given.